# Харада, Ёсио
Ёсио Харада (яп. 原田芳雄 Харада Ёсио, 29 февраля 1940 года, Токио — 19 июля 2011 года, Токио) — японский актёр кино, театра и телевидения. Был лицом самурайских лент 1970-х и одной из немногих звёзд того периода, кто оставил заметный след в жанре тямбара. За сорок с лишним лет карьеры в театре, кино и на ТВ сыграл практически всё: от длинноволосых бунтарей до ворчливых стариков. Успешен был как в фильмах действия, так и в арт-хаусных проектах. Дважды лауреат премии Японской академии, в том числе Специальной премии председателя академии (посмертно). Обладатель пяти премий журнала «Кинэма Дзюмпо»; имеет по две премии «Голубая лента», «Майнити», Hochi Film Awards; три приза кинофестиваля в Йокогаме и ряд других профессиональных наград. За заслуги в области искусства театра и кино в 2003 году актёру была вручена Медаль Почёта с пурпурной лентой. 9 августа 2011 года Ёсио Харада был награждён Орденом Восходящего солнца IV степени (посмертно). Ёсио Харада — отец актрисы Маю Харады (род. 1 сентября …) и популярного в современной Японии актёра и рок-музыканта Кэнты Харады (род. 3 марта 1970 года).

## Биография

### Ранние годы
Родившийся в Токио, Ёсио Харада после окончания Токийской муниципальной высшей технической школы Хондзё короткое время работал офисным клерком. Ещё в молодости был увлечён театром и мечтал стать актёром, поэтому в 1963 году двадцатитрёхлетний Харада пошёл на набираемый при театре «Хайюдза» актёрский курс, и был принят в числе других 15 счастливчиков, с успехом сдав вступительный экзамен. По окончании обучения в 1966 году все 15 студентов перейдут в труппу знаменитого театра. Этот курс молодых актёров будет одним из самых «звёздных» в истории театра «Хайюдза», вместе с Ёсио Харадой в числе 15-ти новичков были впоследствии такие прославившие японский театр и кино знаменитости, как Исао Нацуяги, Комаки Курихара, Гин Маэда, Такэо Тии, Миёко Акадза, Кивако Тайти и др. Уже на следующий год, в 1967-м, молодой актёр дебютировал на ТВ, снявшись в сериале «Мировая молодёжь» (1 сезон, 15 серий), совместном проекте кинокомпании «Тохо» и телекомпании Fuji TV. Одним из самых популярных сериалов начального периода его карьеры был «Одиннадцатый патриот» (1968, экранизация одноимённого исторического романа Рётаро Сибы).

### Карьера в кино
Дебют актёра в большом кино состоялся в 1968 году. Продюсеры кинокомпании «Сётику» были наслышаны об успехах начинающей звезды на театральной сцене и телеэкране и утвердили Хараду сразу же на главную роль в фильме «Песнь возмездия» (режиссёры Масахиса Саданага и Сигэюки Яманэ).
В 1971 году структура театра «Хайюдза» подверглась критике и такие звёзды театра, как Эцуко Итихара, Кантаро Суга, Ацуо Накамура и Ёсио Харада начали работать преимущественно на ТВ и в кино. Естественно, это повысило уровень соответствующей продукции; взяв на вооружение сильную театральную игру и заручившись доверием молодых режиссёров, звёзды нового поколения обновили киножанры, вместе с тем меняясь сами. Если в первых своих киноработах Харада появлялся в облике неискушённого юноши, то уже с начала 1970-х годов актёр меняет имидж, перевоплотившись в бунтаря, в соответствии с впечатлением, которое производила его внешность. В серии кинолент студии «Никкацу» Ёсио Харада сделал себе имя, изображая задумчивых и косматых преступников и антигероев в фильмах Тосия Фудзиты («Рок бродячих кошек: Бунтари 71», «Мокрый песок в августе» — оба 1971; «Госпожа Кровавый Снег 2», 1974) и Кадзуо Икэхиро (трилогия о наёмном убийце Дзёкити: «Тропой крови», «Бесстрашный мститель» — оба 1972; «Резня в снегу», 1973). Одной из удач актёра признано талантливое исполнение роли реального исторического лица Рёмы Сакамото в загадочной и ироничной исторической ленте «Убийство Рёмы» (1974, реж. Кадзуо Куроки), где Харада проникновенно вжился в образ молодого бунтаря XIX века последних лет феодализма. Преследуемый многочисленными противниками, Рёма Сакамото скрывается в городе Эдо, где крестьяне и горожане, похоже, сошли с ума с их постоянными движениями «eijanaika» во время праздничных шествий (празднуя вступление страны в новую эпоху, когда Япония начинает торговать с Западом).
Помимо популярных боевиков в жанре тямбара Харада с неменьшим успехом снимался в арт-хаусных проектах знаменитого драматурга и поэта Сюдзи Тэраямы («Пастораль: умереть в деревне», 1974; «Прощай, ковчег», 1983). В 1976 году Ёсио Харада получил свои первые из многочисленных кинонаград: премии «Голубая лента» и «Кинэма Дзюмпо» за исполнение лучших ролей второго плана в фильмах «Подготовка к празднику» (1975, реж. Кадзуо Куроки) и «Пастораль: умереть в деревне». В 1977 году исполнил роль поводыря и защитника слепой певицы в известной киноленте Масахиро Синоды «Одинокая слепая певица Орин».
Не только критики сделали из Харады одну из самых больших звёзд японского кино 1970-х. Этому способствовали его сверстники-актёры, публика и японская общественность. Так, например, широко муссируется в средствах массовой информации тот факт, что актёр Юсаку Мацуда изучал движение рук и походку Харады, подражая ему. Магнетическое присутствие Харады на экране сыграло определённую роль в возрождении одного из самых известных японских режиссёров. В 1980 году Харада снялся в «Цыганских мотивах» Сэйдзюна Судзуки. Как известно, Судзуки был уволен из кинокомпании «Никкацу» после выхода его авангардного боевика 1967 года «Рождённый убивать» и был без работы в течение 10 лет. Харада уже работал с Судзуки в его неудачном возвращении из забытья в 1977 году (фильм «История о грусти и печали») и в небольшом телепроекте 1979 года (к/м телефильм «Клык в дыре»). И только независимый проект Судзуки «Цыганские мотивы» становится культовым хитом, выигравшем множество призов, в том числе специальное почётное упоминание жюри 31-го Берлинского кинофестиваля (1981), премии за лучший фильм от Японской академии, от кинокритиков журнала «Кинэма Дзюмпо», а также Гран-при кинофестиваля в Йокогаме. Харада снялся также в последующих второй и третьей частях этой трилогии Судзуки («Театр жаркой поры», 1981; «Юмэдзи», 1991).
Карьера Харады будет продолжать расти. Он будет работать с некоторыми из самых известных режиссёров японского кино 1980-х, включая Ёити Саи («Позволь ему покоиться с миром», 1985), Ёдзира Такита («Журнал комиксов», 1986), Тосио Масуда («Эта история любви», 1987) Кадзуо Куроки («Завтра», 1988) и Дзюндзи Сакамото («Нокаут!», 1989). Именно благодаря Сакамото и его «Нокауту!» Харада получил новый набор молодых поклонников, включая режиссёра Тосиаки Тоёду. Харада сыграл в фильме Тоёды «9 душ» (2003), где исполнил роль лидера банды беглых заключённых. Именно эта роль, а также его работы в таких фильмах, как «Квартал ронинов» (1990, реж. Кадзуо Куроки), «Огонь внутри» (1997, реж. Рокуро Мотидзуки) и «Безумие в цвету» (2002, реж. Кэндзи Сонода) привели к выдающимся триумфам в его карьере. В 2003 году Ёсио Харада был награждён Медалью почёта с пурпурной лентой за вклад в развитие театра и кино.
В течение последнего десятилетия XX века и первого десятилетия XXI века Ёсио Харада получил множество наград за свои киноработы (смотреть раздел «Награды и номинации»). В 1991 году получил приз кинофестиваля в Йокогаме за карьеру в целом. В последнее десятилетие своей жизни Харада перешёл от ролей взрывных и мужественных антигероев к ролям сварливых и мудрых стариков. Наиболее примечательные и интересные в этом плане его небольшие роли в фильмах режиссёра Кадзуо Куроки «Мальчишеское лето 1945 года» (2002) и «Когда живёшь с отцом» (2004), а также в кинолентах Хирокадзу Корээды «Пешком-пешком» (2008) и «Чудо» (2011).
Одной из характерных черт Ёсио Харады был его «терпкий голос», благодаря которому можно было узнать актёра в закадровом рассказчике. Также Харада был известен как певец.

### Последние годы жизни и смерть
В начале ноября 2008 года у актёра диагностировали рак толстой кишки. Спустя месяц после операции, Ёсио Харада вновь вышел на съёмочную площадку. Это было началом конца, ибо родственники были уже предупреждены о том, что долго он не проживёт. Тем не менее, в последующие годы Харада был довольно активен, много снимаясь как в кино, так и на телевидении. Он был инициатором постановки фильма Дзюндзи Сакамото «Когда-нибудь» (2011), в котором исполнил главную роль. 11 июля 2011 года Харада присутствовал на премьере этого фильма в Токио, куда его привезла в инвалидной коляске старшая дочь. Это было его последним публичным появлением. Кишечная непроходимость и вызванная ей аспирация привели к пневмонии. С этим диагнозом актёр вскоре был доставлен в одну из токийских больниц, где скончался 19 июля в 9:35 утра в возрасте 71 года. Панихида состоялись 22 июля 2011 года в похоронном бюро при кладбище Аояма в токийском районе Минато, после чего тело было кремировано в крематории Kiriketani, расположенном в токийском районе Синагава.
9 августа 2011 года японским правительством было принято решение о награждении Ёсио Харады Орденом Восходящего солнца IV степени (посмертно). В 2012 году на церемонии вручения премий Японской академии Ёсио Харада был удостоен Специальной премии председателя академии (посмертно) и выиграл премию в категории Лучший актёр 2011 года за роль в фильме «Когда-нибудь». В марте того же года был удостоен Специальной премии 7-го кинофестиваля в Осаке (посмертно).

## Награды и номинации
| Награда                            | Год  | Категория                                            | Фильм                                                           | Результат |
| ---------------------------------- | ---- | ---------------------------------------------------- | --------------------------------------------------------------- | --------- |
| Кинопремия Японской академии       | 1991 | Лучшая мужская роль                                  | Квартал ронинов Готовый стрелять                                | Номинация |
| Кинопремия Японской академии       | 1993 | Лучшая мужская роль                                  | Украденный сон Сосукэ                                           | Номинация |
| Кинопремия Японской академии       | 2012 | Лучшая мужская роль                                  | Когда-нибудь                                                    | Победа    |
| Кинопремия Японской академии       | 2012 | Специальная премия председателя академии (посмертно) |                                                                 | Победа    |
| Кинопремия «Кинэма Дзюмпо»         | 1976 | Лучшая мужская роль второго плана                    | Подготовка к празднику                                          | Победа    |
| Кинопремия «Кинэма Дзюмпо»         | 1990 | Лучшая мужская роль второго плана                    | Нокаут! Это проще, чем поцелуй Люди с улицы Мечты               | Победа    |
| Кинопремия «Кинэма Дзюмпо»         | 1993 | Лучшая мужская роль                                  | Украденный сон Сосукэ                                           | Победа    |
| Кинопремия «Кинэма Дзюмпо»         | 2001 | Лучшая мужская роль                                  | Карманник Вечеринка на семерых Zawa-zawa Shimo-Kitazawa         | Победа    |
| Кинопремия «Кинэма Дзюмпо»         | 2011 | Лучшая мужская роль                                  | Когда-нибудь                                                    | Победа    |
| Кинопремия «Голубая лента»         | 1976 | Лучшая мужская роль второго плана                    | Пастораль: умереть в деревне Подготовка к празднику             | Победа    |
| Кинопремия «Голубая лента»         | 1991 | Лучшая мужская роль                                  | Квартал ронинов Готовый стрелять                                | Победа    |
| Кинопремия «Голубая лента»         | 2011 | Специальная премия за карьеру                        |                                                                 | Победа    |
| Hochi Film Awards                  | 1989 | Лучшая мужская роль второго плана                    | Нокаут! Это проще, чем поцелуй Люди с улицы Мечты               | Победа    |
| Hochi Film Awards                  | 2004 | Лучшая мужская роль второго плана                    | Босой цыплёнок Мальчишеское лето 1945 года Когда живёшь с отцом | Победа    |
| Кинопремия «Майнити»               | 1990 | Лучшая мужская роль второго плана                    | Нокаут! Это проще, чем поцелуй Люди с улицы Мечты               | Победа    |
| Кинопремия «Майнити»               | 1998 | Лучшая мужская роль                                  | Огонь внутри                                                    | Победа    |
| Nikkan Sports Film Award           | 1990 | Лучшая мужская роль                                  | Квартал ронинов Готовый стрелять                                | Победа    |
| Nikkan Sports Film Award           | 1992 | Лучшая мужская роль                                  | Украденный сон Сосукэ                                           | Победа    |
| Japanese Professional Movie Awards | 1997 | Лучшая мужская роль                                  | Огонь внутри                                                    | Победа    |
| Кинофестиваль в Йокогаме           | 1990 | Лучшая мужская роль второго плана                    | Нокаут! Это проще, чем поцелуй                                  | Победа    |
| Кинофестиваль в Йокогаме           | 1991 | Специальная премия за карьеру                        |                                                                 | Победа    |
| Кинофестиваль в Йокогаме           | 1998 | Лучшая мужская роль                                  | Огонь внутри                                                    | Победа    |
| Кинофестиваль в Осаке              | 2012 | Специальная премия (посмертно)                       |                                                                 | Победа    |

## Фильмография
| Избранная фильмография актёрских работ Ёсио Харады | Избранная фильмография актёрских работ Ёсио Харады            | Избранная фильмография актёрских работ Ёсио Харады | Избранная фильмография актёрских работ Ёсио Харады           | Избранная фильмография актёрских работ Ёсио Харады | Избранная фильмография актёрских работ Ёсио Харады | Избранная фильмография актёрских работ Ёсио Харады |
| Год                                                | Русское название                                              | Оригинальное название                              | Название на ромадзи                                          | Английское название в международном прокате        | Режиссёр                                           | Роль                                               |
| -------------------------------------------------- | ------------------------------------------------------------- | -------------------------------------------------- | ------------------------------------------------------------ | -------------------------------------------------- | -------------------------------------------------- | -------------------------------------------------- |
| 1960-е годы                                        |                                                               |                                                    |                                                              |                                                    |                                                    |                                                    |
| 1968                                               | «Песнь возмездия»                                             | 復讐の歌が聞える                                   | Fukushû no uta ga kikoeru                                    | Song of Vengeance                                  | Масахиса Саданага, Сигэюки Яманэ                   | Кацуми Такэнака                                    |
| 1969                                               | «Вперёд, молодые люди!»                                       | 若者はゆく 続若者たち                              | Wakamono-tachi wa iku!                                       | Forward, Ever Forward                              | Токихиса Морикава                                  | Хонма                                              |
| 1970-е годы                                        |                                                               |                                                    |                                                              |                                                    |                                                    |                                                    |
| 1970                                               | «Мелодия восстания»                                           | 反逆のメロディー                                   | Hangyaku no Melody                                           | Melody of Rebellion                                | Юкихиро Савада                                     | Тэцу Цукада                                        |
| 1970                                               | «Дави на газ!»                                                | 新宿アウトロー ぶっ飛ばせ                          | Shinjuku autoro: buttobase                                   | Step on the Gas!                                   | Тосия Фудзита                                      | Нао Мацуката                                       |
| 1971                                               | «Рок бродячих кошек: Бунтари 71»                              | 野良猫ロック 暴走集団’７１                         | Nora-neko rokku: Bôsô shûdan '71                             | Stray Cat Rock: Beat ’71                           | Тосия Фудзита                                      | Пиранья                                            |
| 1971                                               | «Канто вне закона»                                            | 関東流れ者                                         | Kanto nagare-mono                                            | Kanto Outlaw                                       | Кэйити Одзава                                      | Дзиро Сакасита                                     |
| 1971                                               | «Ряд из бандитов Канто»                                       | 関東幹部会                                         | Kanto Kanbu-kai                                              | Lineup of Kanto Outlaws                            | Юкихиро Савада                                     | Кадзуя Ядзима                                      |
| 1971                                               | «Мокрый песок в августе»                                      | 八月の濡れた砂                                     | Hachigatsu no nureta suna                                    | Wet Sand in August                                 | Тосия Фудзита                                      | священник                                          |
| 1972                                               | «Тропой крови» («Кровавый след»)                              | 無宿人御子神の丈吉 牙は引き裂いた                  | Mushukunin Mikogami no Jôkichi: Kiba wa hikisaita            | The Trail of Blood                                 | Кадзуо Икэхиро                                     | Дзёкити                                            |
| 1972                                               | «Бесстрашный мститель»                                        | 無宿人御子神の丈吉 川風に過去は流れた              | Mushukunin mikogami no jôkichi: Kawakaze ni kako wa nagareta | The Fearless Avenger                               | Кадзуо Икэхиро                                     | Дзёкити                                            |
| 1973                                               | «Разве красная птица сбежала?»                                | 赤い鳥逃げた？                                     | Akai tori nigeta?                                            | Did the Red Bird Escape?                           | Тосия Фудзита                                      | Хироси Бандо                                       |
| 1973                                               | «Резня в снегу»                                               | 無宿人御子神の丈吉 黄昏に閃光が飛んだ              | Mushukunin mikogami no jôkichi: Tasogare ni senko ga tonda   | Slaughter in the snow                              | Кадзуо Икэхиро                                     | Дзёкити                                            |
| 1974                                               | «Госпожа Кровавый Снег 2»                                     | 修羅雪姫 怨み恋歌                                  | Shurayuki-hime: Urami koiuta                                 | Lady Snowblood 2: Lovesong of Vengeance            | Тосия Фудзита                                      | Сюсукэ Токунага                                    |
| 1974                                               | «Убийство Рёмы»                                               | 竜馬暗殺                                           | Ryoma ansatsu                                                | The Assassination of Ryoma                         | Кадзуо Куроки                                      | Рёма Сакамота                                      |
| 1974                                               | «Пастораль: умереть в деревне» («Пасторальная игра в прятки») | 田園に死す                                         | Den-en ni shisu                                              | Pastoral: To Die in the Country                    | Сюдзи Тэраяма                                      | Араси                                              |
| 1975                                               | «Подготовка к празднику»                                      | 祭りの準備                                         | Matsuri no junbi                                             | Preparation for the Festival                       | Кадзуо Куроки                                      | Тосихиро Накадзима                                 |
| 1975                                               | «Босиком из огня»                                             | 裸足のブルージン                                   | Hadashi no burūjin                                           | Barefoot of Flame                                  | Тосия Фудзита                                      | Сатоси Ямамото                                     |
| 1976                                               | «Опасная погоня»                                              | 君よ噴怒の河を渉れ                                 | Kimi yo fundo no kawa wo watare                              | Manhunt                                            | Дзюнья Сато                                        | детектив Ямура                                     |
| 1976                                               | «Полицейский вне закона»                                      | やさぐれ刑事                                       | Yasagure Keiji                                               | Outlaw Cop                                         | Юсукэ Ватанабэ                                     | Цуёси Нисино                                       |
| 1976                                               | «Мятежное путешествие»                                        | 反逆の旅                                           | Hangyaku no tabi                                             | Rebellious Journey                                 | Юсукэ Ватанабэ                                     | Хироси Какураи                                     |
| 1977                                               | «История о грусти и печали»                                   | 悲愁物語                                           | Hishu monogatari                                             | A Story of Sorrow and Sadness                      | Сэйдзюн Судзуки                                    | Сэйити Миякэ                                       |
| 1977                                               | «Одинокая слепая певица Орин» («Баллада об Орин»)             | はなれ瞽女おりん                                   | Hanare goze Orin                                             | Ballad of Orin / Melody in Grey                    | Масахиро Синода                                    | Хэйтаро                                            |
| 1978                                               | «Самурай сёгуна» («Заговор клана Ягю»)                        | 柳生一族の陰謀                                     | Yagyû ichizoku no inbô                                       | The Shogun’s Samurai / Yagyu Conspiracy            | Киндзи Фукасаку                                    | Сансабуро Нагоя                                    |
| 1978                                               | «Ядерная война: Потерянная любовь»                            | 原子力戦争 Ｌｏｓｔ Ｌｏｖｅ                       | Genshiryoku sensô: Lost Love                                 | Nuclear War: Lost Love                             | Кадзуо Куроки                                      | Саката                                             |
| 1978                                               | «Испорченная ночь»                                            | 夜が崩れた                                         | Yoru ga kuzureta                                             | The Night Has Crumbled                             | Масахиса Саданага                                  | Такаси Наканэ                                      |
| 1978                                               | «Собачья флейта»                                              | 犬笛                                               | Inubue                                                       | Dog Flute / Shag                                   | Садао Накадзима                                    | Кандзи Саэгуса                                     |
| 1978                                               | «Оранжевый дорожный экспресс»                                 | オレンジロード急行                                 | Orenji Rôdo kyûkô                                            | Orange Road Express                                | Кадзуки Оомори                                     | Гэнда                                              |
| 1978                                               | «В полдень»                                                   | 正午なり                                           | Mahiru nari                                                  | At Noon                                            | Коити Гото                                         |                                                    |
| 1979                                               | «Охотник в темноте» («Ночной охотник»)                        | 闇の狩人                                           | Yami no karyudo                                              | Hunter in the Dark                                 | Хидэо Гося                                         | Ятаро Танигава                                     |
| 1979                                               | «Клык в дыре» (ТВ фильм, к/м)                                 | 穴の牙                                             | Ana no kiba                                                  | The Fang in the Hole                               | Сэйдзюн Судзуки                                    |                                                    |
| 1980-е годы                                        |                                                               |                                                    |                                                              |                                                    |                                                    |                                                    |
| 1980                                               | «Цыганские мотивы»                                            | ツィゴイネルワイゼン                               | Tsigoineruwaizen                                             |                                                    | Сэйдзюн Судзуки                                    | Накасаго                                           |
| 1980                                               | «До сумерек»                                                  | 夕暮まで                                           | Yûgure made                                                  | Until Twilight                                     | Кадзуо Куроки                                      | ресторатор                                         |
| 1980                                               | «Юные гиппократы»                                             | ヒポクラテスたち                                   | Hipokuratesu-tachi                                           | Disciples of Hippocrates                           | Кадзуки Оомори                                     | Токумацу                                           |
| 1980                                               | «Господин, госпожа и юная госпожа Одиночество»                | ミスター・ミセス・ミス・ロンリー                   | Misuta, Misesu, Misu Ronri                                   | Mr., Mrs., Ms. Lonely                              | Тацуми Кумасиро                                    | Эйсукэ Мисаки                                      |
| 1981                                               | «Медленный танец»                                             | スローなブギにしてくれ                             | Slow na boogie ni shitekure                                  | Play it, Boogie-Woogie                             | Тосия Фудзита                                      | Тэруо Миядзато                                     |
| 1981                                               | «Театр жаркой поры» («Искажения»)                             | 陽炎座                                             | Kagerô-za                                                    | Heat-Haze Theatre                                  | Сэйдзюн Судзуки                                    | Вада                                               |
| 1982                                               | «Бассейн без воды»                                            | 水のないプール                                     | Mizu no nai puuru                                            | A Pool Without Water                               | Кодзи Вакамацу                                     | хозяин                                             |
| 1982                                               | «Татуировка»                                                  | ＴＡＴＴＯＯ＜刺青＞あり                           | Tattoo Ari                                                   | Tattoo                                             | Банмэй Такахаси                                    | мужчина в книжном магазине                         |
| 1983                                               | «Свастика»                                                    | 卍                                                 | Manji                                                        |                                                    | Хирото Ёкояма                                      | Такэси Какэути                                     |
| 1983                                               | «Мост слёз»                                                   | 泪橋                                               | Namidabashi                                                  | The Bridge of Tears                                | Кадзуо Куроки                                      | Сюдзо Маэно                                        |
| 1983                                               | «Пешая прогулка»                                              | すかんぴんウォーク                                 | Sukanpin wōku                                                | Paupers' Walk                                      | Кадзуки Оомори                                     | Цутому Янаги                                       |
| 1983                                               | «Чудо Джо буревестника»                                       | 海燕ジョーの奇跡                                   | Umitsubame Jyo no kiseki                                     | The Miracle of Joe Petrel                          | Тосия Фудзита                                      | Ёнаминэ                                            |
| 1983                                               | «Прощай, ковчег»                                              | さらば箱舟                                         | Saraba hakobune                                              | Goodbye Ark                                        | Сюдзи Тэраяма                                      | Дайсаки Токито                                     |
| 1985                                               | «У вас есть шанс»                                             | ユー★ガッタ★チャンス                               | Yū gatta chansu                                              | You’ve Got a Chance                                | Кадзуки Оомори                                     | Тацуро Года                                        |
| 1985                                               | «Позволь ему покоиться с миром»                               | 友よ、静かに瞑れ                                   | Tomo yo shizukani nemure                                     | Let Him Rest in Peace                              | Ёити Саи                                           | Дзиро Такахата                                     |
| 1985                                               | «Непристойная экспозиция»                                     | 盗写／２５０分の１                                 | Tōsha: 250-ppun no 1-byō                                     | Indecent Exposure / Out of Focus                   | Масато Харада                                      |                                                    |
| 1986                                               | «Журнал комиксов»                                             | コミック雑誌なんかいらない！                       | Komikku zasshi nanka iranai!                                 | Comic Magazine                                     | Ёдзиро Такита                                      | продюсер                                           |
| 1986                                               | «Кабаре»                                                      | キャバレー                                         | Kyabarê                                                      | Cabaret                                            | Харуки Кадокава                                    | Сираэ                                              |
| 1986                                               | «Другое утро для малыша Билли»                                | ビリィ★ザ★ギッドの新しい夜明け                     | Birî za kiddo no atarashii yoake                             | Another Morning for Billy the Kid                  | Наото Ямакава                                      |                                                    |
| 1987                                               | «Бумажный фонарь»                                             | ちょうちん                                         | Chôchin                                                      | Paper Lantern                                      | Сюнъити Кадзима                                    | Матида                                             |
| 1987                                               | «Влюблённость с ним»                                          | あいつに恋して                                     | Aitsu ni koishite                                            | Falling in Love With Him                           | Таку Синдзё                                        | женатый мужчина                                    |
| 1987                                               | «Эта история любви»                                           | この愛の物語                                       | Kono aino monogatari                                         | This Story of Love                                 | Тосио Масуда                                       | Дайдоудзи, директор                                |
| 1987                                               | «Мелодия для якудзы»                                          | さらば愛しき人よ                                   | Saraba itoshiki hito yo                                      | The Heartbreak Yakuza                              | Масато Харада                                      | хозяин дискотеки                                   |
| 1988                                               | «Завтра»                                                      | ＴＯＭＯＲＲＯＷ 明日                              | Tomorrow — ashita                                            | Tomorrow                                           | Кадзуо Куроки                                      | Ямагути                                            |
| 1989                                               | «Это проще, чем поцелуй»                                      | キスより簡単                                       | Kiss yori kantan                                             | It’s Easier Than Kissing                           | Кодзи Вакамацу                                     | Року-сан                                           |
| 1989                                               | «Светлячок»                                                   | 螢                                                 | Hotaru                                                       | The Firefly                                        | Сюнъити Кадзима                                    | Хасимото                                           |
| 1989                                               | «Люди с улицы Мечты»                                          | 夢見通りの人々                                     | Yumemi-dôri no hitobito                                      | The People of Dream Street                         | Адзума Морисаки                                    | Масахиса Мори                                      |
| 1989                                               | «Командировка»                                                | 出張                                               | Shucchou                                                     |                                                    | Исао Окисима                                       | Гэрира                                             |
| 1989                                               | «Нокаут!»                                                     | どついたるねん                                     | Dotsuitarunen                                                | Knockout                                           | Дзюндзи Сакамото                                   | Макио Садзима                                      |
| 1989                                               | «Циркачи»                                                     | 二十世紀少年読本                                   | Nijisseiki shonen dokuhon                                    | The Boy’s Own Book of the 20th Century             | Кайдзи Хаяси                                       | Ёсимото                                            |
| 1990-е годы                                        |                                                               |                                                    |                                                              |                                                    |                                                    |                                                    |
| 1990                                               | «Квартал ронинов»                                             | 浪人街                                             | Rônin-gai                                                    | Street of Masterless Samurai                       | Кадзуо Куроки                                      | Гэннаи Арамаки                                     |
| 1990                                               | «Готовый стрелять»                                            | われに撃つ用意あり                                 | Ware ni utsu yoi ari                                         | Ready to Shoot                                     | Кодзи Вакамацу                                     | Кацухико Года                                      |
| 1990                                               | «Металлический боксёр»                                        | 鉄拳                                               | Tekken                                                       | Fist                                               | Дзюндзи Сакамото                                   | Исаму Такиура                                      |
| 1991                                               | «Лето молодых львов»                                          | 獅子王たちの夏                                     | Shishiohtachi no natsu                                       | Summer Of the Lion Kings                           | Банмэй Такахаси                                    | хозяин ломбарда                                    |
| 1991                                               | «Последний Франкенштейн»                                      | ラスト・フランケンシュタイン                       | Rasuto Furankenshutain                                       | The Last Frankenstein                              | Такэси Кавамура                                    | Ёсияки Кума                                        |
| 1991                                               | «Это проще, чем поцелуй 2: По течению»                        | キスより簡単２ 漂流編                              | Kiss yori kantan 2: hyoryuhen                                | It’s Easier Than Kissing: Adrift                   | Кодзи Вакамацу                                     | Горо                                               |
| 1991                                               | «Юмэдзи»                                                      | 夢二                                               | Yumeji                                                       | Yumeji                                             | Сэйдзюн Судзуки                                    | Вакия                                              |
| 1991                                               | «Никчёмный человек»                                           | 無能の人                                           | Muno no hito                                                 | Nowhere Man                                        | Наото Такэнака                                     | бездомный                                          |
| 1992                                               | «Тройной крест»                                               | いつかギラギラする日                               | Itsuka giragirasuruhi                                        | The Triple Cross                                   | Киндзи Фукасаку                                    | Нодзи                                              |
| 1992                                               | «Украденный сон Сосукэ»                                       | 寝盗られ宗介                                       | Netorare Sosuke                                              | Sosuke’s Stolen Sleep                              | Кодзи Вакамацу                                     | Сосукэ Китамура                                    |
| 1993                                               | «Свадьба» (новелла 1: «Дзиннай и Харада — две семьи»)         | 結婚 (第一話 陣内・原田両家篇)                     | Kekkon: Jinnai-Harada goryōke hen                            | Marriage: Jinnai-Harada Family Chapter (segment)   | Сэйдзюн Судзуки                                    | Горо Ёсигава                                       |
| 1993                                               | «Сингапурский слинг»                                          | シンガポール・スリング                             | Shingapōru Suringu                                           | Singapore Sling                                    | Кодзи Вакамацу                                     | Кэн                                                |
| 1993                                               | «Антропология в сцене драки»                                  | 中指姫 俺たちゃどうなる？                          | Shuraba no ningengaku                                        | Anthropology of a Fight Scene                      | Сюнъити Кадзима                                    | Нобору Андо                                        |
| 1994                                               | «Загадка Рампо»                                               | ＲＡＭＰＯ 奥山監督版                              | Rampo okuyama                                                | The Mystery of Rampo                               | Ринтаро Маюдзуми, Кадзуёси Окуяма                  | суперзвезда                                        |
| 1995                                               | «Преследуемый» (США)                                          |                                                    |                                                              | The Hunted                                         | Дж. Ф. Лоутон                                      | сэнсэй Такэда                                      |
| 1995                                               | «Отец-подонок» («Немая девушка»)                              | ファザーファッカー                                 | Fazâfakkâ                                                    | The Girl of Silence                                | Гэндзиро Арато                                     | Сидзуо Танака                                      |
| 1995                                               | «Дом спящих красавиц»                                         | 眠れる美女                                         | Nemureru bijo                                                | House of Sleeping Beauties                         | Хирото Ёкояма                                      | Ёсио Эгути                                         |
| 1996                                               | «Бирикэн»                                                     | ビリケン                                           | Biriken                                                      | Billiken                                           | Дзюндзи Сакамото                                   |                                                    |
| 1996                                               | «Дыхание»                                                     | 海ほおずき                                         | Umihoozuki                                                   | The Breath                                         | Кайдзо Хаяси                                       | Гякутани                                           |
| 1997                                               | «Огонь внутри»                                                | 鬼火                                               | Onibi                                                        | The Fire Within                                    | Рокуро Мотидзуки                                   | Нориюки Кунихиро                                   |
| 1997                                               | «Влюблённый якудза»                                           | 恋極道                                             | Koi gokudo                                                   | A Yakuza in Love                                   | Рокуро Мотидзуки                                   | Ясу                                                |
| 1997                                               | «Рождённый младенцем»                                         | ちんなねえ                                         | Chinnanē                                                     | Born to be Baby                                    | Кайдзо Хаяси                                       | детектив                                           |
| 1998                                               | «История Пупу»                                                | プープーの物語                                     | Pupu no monogatari                                           | The Story of PuPu                                  | Кэнсаку Ватанабэ                                   | Дзёдзи                                             |
| 1999                                               | «Большое шоу! Пение на Гавайях»                               | ビッグ・ショー！ ハワイに唄えば                    | Big show! Hawaii ni utaeba                                   | Big Show! Singing in Hawaii                        | Кадзуюки Идзуцу                                    | Тасиро                                             |
| 1999                                               | «Идиот»                                                       | 白痴                                               | Hakuchi                                                      | Hakuchi: The Innocent                              | Макото Тэдзука                                     | Отиай                                              |
| 2000-е годы                                        |                                                               |                                                    |                                                              |                                                    |                                                    |                                                    |
| 2000                                               | «Другое небо»                                                 | アナザヘヴン                                       | Anaza hevun                                                  | Another Heaven                                     | Дзёдзи Иида                                        | Тобитака, детектив                                 |
| 2000                                               | «---»                                                         | ざわざわ下北沢                                     | Zawa-zawa Shimo-Kitazawa                                     | Zawa zawa Shimokitazawa                            | Дзюн Итикава                                       | Кюсиро                                             |
| 2000                                               | «Карманник»                                                   | スリ                                               | Suri                                                         | Pickpocket                                         | Кадзуо Куроки                                      | Масахико Умифудзи                                  |
| 2000                                               | «Вечеринка на семерых»                                        | ＰＡＲＴＹ ７                                      | Party 7                                                      | Party 7                                            | Кацухито Исии                                      | капитан Банана                                     |
| 2002                                               | «Бунт в женской тюрьме»                                       | おんな 国衆一揆                                    | Onna kunishuu ikki                                           |                                                    | Такаси Миикэ                                       |                                                    |
| 2002                                               | «Уничтожить цель» (Япония—Южная Корея)                        | KT                                                 | KT                                                           | KT                                                 | Дзюндзи Сакамото                                   | Акикадзу Камикава                                  |
| 2002                                               | «Безумие в цвету»                                             | 凶気の桜                                           | Kyoki no sakura                                              | Madness in Bloom                                   | Кэндзи Сонода                                      | Аота Сюдзо                                         |
| 2002                                               | «Мальчишеское лето 1945 года»                                 | 美しい夏キリシマ                                   | Utsukushii natsu kirishima                                   | A Boy’s Summer in 1945                             | Кадзуо Куроки                                      | Сигэнори Хидака                                    |
| 2003                                               | «Адзуми»                                                      | あずみ                                             | Azumi                                                        | Azumi                                              | Рюхэй Китамура                                     | дедушка                                            |
| 2003                                               | «9 душ»                                                       | ナイン・ソウルズ                                   | Nain souruzu                                                 | Nine Souls                                         | Тосиаки Тоёда                                      | Торакити Хасэгава                                  |
| 2003                                               | «Возвращение хулигана в школу» (ТВ сериал)                    | ヤンキー母校に帰る                                 | Yankî bokou ni kaeru                                         |                                                    | Арата Като, Синъити Мисиро                         | Итару Ивасаки                                      |
| 2003                                               | «Кровавое караоке»                                            | 昭和歌謡大全集                                     | Shôwa kayô daizenshû                                         | Karaoke Terror                                     | Тэцуо Синохара                                     | Хирота, хозяин магазина                            |
| 2003                                               | «День зарплаты»                                               | 監督感染                                           | Kantoku kansen                                               | Payday                                             | С. Мацуока, Т. Камэити, С. Саффэн и др.            |                                                    |
| 2004                                               | «Сосуд песка» (ТВ сериал)                                     | 砂の器                                             | Suna no utsuwa                                               |                                                    | К. Фукудзава, Ф. Канэко, Д. Ямамуро                | Тиёкити Мотоура                                    |
| 2004                                               | «Свет любви»                                                  | 天国の本屋～恋火                                   | Tengoku no honya — koibi                                     | Heaven’s Bookstore                                 | Тэцуо Синохара                                     | Ямаки                                              |
| 2004                                               | «Когда живёшь с отцом»                                        | 父と暮せば                                         | Chichi to kuraseba                                           | The Face of Jizo                                   | Кадзуо Куроки                                      | Такэдзоу                                           |
| 2004                                               | «Изо»                                                         | 以蔵                                               | Izo                                                          | Izo                                                | Такаси Миикэ                                       | '                                                  |
| 2004                                               | «Босой цыплёнок»                                              | ニワトリはハダシだ                                 | Niwatori wa hadashi da                                       | Chicken Is Barefoot                                | Адзума Морисаки                                    | Мамору Охама                                       |
| 2005                                               | «Адзуми 2»                                                    | あずみ２                                           | Azumi 2                                                      | Azumi 2                                            | Сюсукэ Канэко                                      | дедушка                                            |
| 2005                                               | «Эсминец без цели»                                            | 亡国のイージス                                     | Bôkoku no îjisu                                              | Aegis                                              | Дзюндзи Сакамото                                   | Коитиро Кадзимото                                  |
| 2005                                               | «Растворение мира» (США—Япония)                               |                                                    |                                                              | Drawing Restraint 9                                | Мэттью Барни                                       | член экипажа                                       |
| 2005                                               | «Мотор» (ТВ сериал)                                           | エンジン                                           | Enjin                                                        | Engine                                             | Х. Ниситани, С. Хирано, М. Нисиура                 | Такэси Кандзаки                                    |
| 2006                                               | «В стиле жиголо»                                              | ウォーターズ                                       | Uôtâzu                                                       | Waters                                             | Рё Нисимура                                        | хозяин                                             |
| 2006                                               | «Цветок»                                                      | 花よりもなほ                                       | Hana yori mo naho                                            | Hana                                               | Хирокадзу Корээда                                  | Дзюнай Онодера                                     |
| 2006                                               | «Кошмарный детектив»                                          | 悪夢探偵                                           | Akumu tantei                                                 | Nightmare Detective                                | Синъя Цукамото                                     | Кэйдзо Оиси                                        |
| 2006                                               | «Плохой похититель велосипедов»                               | 日本の自転車泥棒                                   | Nippon no jitensha dorobô                                    | The Bicycle Thief Was Bad                          | Тадакадзу Такахаси                                 |                                                    |
| 2007                                               | «Дороро: Легенда о воине»                                     | どろろ                                             | Dororo                                                       | Dororo                                             | Акихико Сиота                                      | Дзюкай                                             |
| 2007                                               | «Приглашение из кинотеатра "Орион"» («Небо любви»)            | オリヲン座からの招待状                             | Orion-za kara no shotaijo                                    | The Invitation from Cinema Orion / Sky of Love     | Кэнки Саэгуса                                      | Томэкити Сэнба, старик                             |
| 2007                                               | «Маленький диджей: История маленькой любви»                   | Little DJ 小さな恋の物語                           | Little DJ: Chiisana koi no monogatari                        | Little DJ                                          | Кото Нагата                                        | Юдзи Такасаки                                      |
| 2008                                               | «Красная армия»                                               | 実録・連合赤軍 あさま山荘への道程（みち）          | Jitsuroku Rengo Sekigun: Asama sanso e no michi              | The Red Army                                       | Кодзи Вакамацу                                     | голос                                              |
| 2008                                               | «Пешком-пешком» («Вместе мы идём, вместе мы идём…»)           | 歩いても 歩いても                                  | Aruitemo aruitemo                                            | Still Walking                                      | Хирокадзу Корээда                                  | Кёхэй Ёкояма                                       |
| 2008                                               | «Могила светлячков»                                           | 火垂るの墓                                         | Hotaru no haka                                               | Grave Of The Fireflies                             | Таро Хюгадзи                                       | Маити Кайто                                        |
| 2008                                               | «Затем пришло лето»                                           | たみおのしあわせ                                   | Tamio no shiawase                                            | Then Summer Came                                   | Рё Ивамацу                                         | Нобуо Кандзаки                                     |
| 2009                                               | «Солнце над Куробэ» (ТВ сериал)                               | 黒部の太陽                                         | Kurobe no Taiyou                                             |                                                    | Сюнсаку Кавакэ                                     |                                                    |
| 2009                                               | «Невероятная история любви»                                   | ウルトラミラクルラブストーリー                     | Urutora mirakuru rabu sutôrî                                 | Bare Essence of Life                               | Сатоко Ёкохама                                     | доктор Мисава                                      |
| 2009                                               | «Золотая рыбка» (ТВ фильм)                                    | 火の魚                                             | Hi no sakana                                                 |                                                    | Хироси Куросаки                                    | Содзо                                              |
| 2009                                               | «Бесплодная земля»                                            | 不毛地帯                                           | Fumo Chitai                                                  | The Waste Land                                     | С. Хирано, Н. Мидзута, К. Савада, К. Охара         | Итидзо Даймон                                      |
| 2009                                               | «Золотой цветок»                                              | 黄金花 秘すれば花、死すれば蝶                      | Ôgonka: Hisureba hana, shisureba chô                         |                                                    | Такэо Кимура                                       | Таро                                               |
| 2010-е годы                                        |                                                               |                                                    |                                                              |                                                    |                                                    |                                                    |
| 2010                                               | «Новичок» (ТВ сериал)                                         | 新参者                                             | Shinzanmono                                                  |                                                    | Д. Ямамуро, С. Хирано, Я. Исии                     | Гэнъити Тэрада                                     |
| 2010                                               | «Затойчи: Последний»                                          | 座頭市 ＴＨＥ ＬＡＳＴ                             | Zatôichi: The Last                                           | Zatoichi the Last                                  | Дзюндзи Сакамото                                   | Гэнкити                                            |
| 2010                                               | «---»                                                         | ロストクライム 閃光                                | Rosuto kuraimu: Senkô                                        | Lost Crime                                         | Сюнья Ито                                          | Эйдзи Комура                                       |
| 2011                                               | «Чудо»                                                        | 奇跡                                               | Kiseki                                                       | I Wish                                             | Хирокадзу Корээда                                  | Ватару, друг дедушки                               |
| 2011                                               | «Школьный ресторан» (ТВ сериал)                               | 高校生レストラン                                   | Koukousei Restaurant                                         | High School Restaurant                             | Х. Ёсино, Р. Иномата, Н. Сакума                    | Садаму Мураки                                      |
| 2011                                               | «Когда-нибудь»                                                | 大鹿村騒動記                                       | Ooshikamura soudouki                                         | Someday                                            | Дзюндзи Сакамото                                   | Ёси Кадзамацури                                    |

## Комментарии
1. ↑  В советском прокате фильм демонстрировался с августа 1977 года, р/у Госкино СССР № 2162/77 (до 16 мая 1984 года) — опубликовано: «Аннотированный каталог фильмов действующего фонда: Зарубежные художественные фильмы», В/О «Союзинформкино» Гл. упр. кинофикации и кинопроката Госкино СССР, М.-1980, С. 149.
2. ↑  В российском прокате фильм демонстрировался с 3 марта 2007 года.
3. ↑  В России фильм демонстрировался ограниченным прокатом с 10 апреля 2008 года.